# جک دیویس (بازیکن فوتبال، زاده ۱۹۰۲)
جک دیویس (انگلیسی: Jack Davies; ۳۰ مارس ۱۹۰۲ – ۱۹۸۵ (۸۲−۸۳ سال)) بازیکن فوتبال بود.